# Стельмах Ірина Володимирівна
Ірина Володимирівна Стельмах (нар. 18 серпня 1993, смт Козова, Козівський район, Тернопільська область) — українська гандболістка, грає за  збірну України. Виступає на позиціях розігруючої та лінійної. Дворазова чемпіонка України (2015, 2019), чемпіонка Білорусі (2020). Найкраща гравчиня української гандбольної Суперліги 2014/15 за опитуванням газети «Команда».
Перший тренер - Ольга Михайлівна Личак.
У сезоні 2014/15 здобула з «Галичанкою» чемпіонство Суперліги України та вийшла до півфіналу європейського Кубка виклику. Улітку 2015 вона і Тамара Смбатян підписали контракт із польським клубом «Олімпія Бескид» (Новий Сонч). У 2017 році після отриманої травми плеча змушена була розірвати контракт з «Олімпією Бескид» та повернутись в Україну для реабілітації та подальшої участі з командою «Галичанка» в Балтійській лізі 2017/2018.
У міжсезоння 2019 року перейшла до білоруського гандбольного клубу «Гомель», в складі якого здобула «золото» чемпіонату Білорусі. У сезоні 2020/2021 перейшла до російського клубу «Астраханочка». 
У сезонах 2021/2022 та 2022/2023 грала за хорватський клуб «РК Подравка Копривниця».
На сезон 2023/2024 підписала контракт з румунським клубом «Корона Брашов», але згодом вирішила призупинити ігрову кар'єру за станом здоров'я та сімейними обставинами.
Володіє потужним кидком із дальньої дистанції. Найкраща бомбардир «Олімпії Бескид» у чемпіонаті Польщі 2015/16.
Вихованка Львівського училища фізичної культури.